# Ardatovskij rajon (Mordovia)
L'Ardatovskij rajon, in russo Ардатовский район?, è un municipal'nyj rajon della Repubblica Autonoma di Mordovia, nella Russia europea; il capoluogo è Ardatov.